# Modrzew dahurski
Modrzew dahurski (Larix gmelinii (Ruprecht) Kuzeneva, 1920) – gatunek drzewa z rodziny sosnowatych (Pinaceae Lindley). Występuje głównie w centralnej i wschodniej Syberii, a także w północno-zachodnich Chinach i Mongolii.

## Morfologia

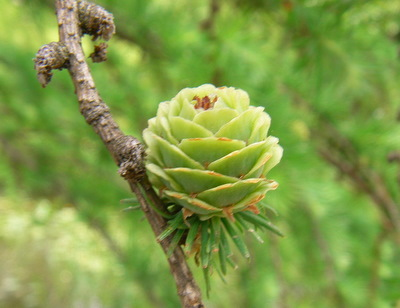
Szyszka żeńska

PokrójRoślina drzewiasta, wysokości do 30 m, sporadycznie dorasta do 40 m, w naturze zwykle osiąga kilkanaście metrów wysokości.
PieńPojedynczy, szarobrązowy. Gałęzie żółtobrązowe, lekko opadające ku dołowi.
LiścieSzpilkowate, jasnozielone, osadzone skrętolegle na krótkopędach, zebrane w pęczki po kilkanaście do kilkudziesięciu sztuk.
SzyszkiSzyszki żeńskie małe, wielkości 2,5 cm, początkowo koloru różowego, stojące pionowo, dojrzewając brązowieją. Szyszki męskie - niepozorne.

## Biologia i ekologia
Roślina jednopienna. Liście opadające na zimę. Szyszki żeńskie mogą pozostawać na drzewie kilka lat.
Jest to najbardziej wysunięty na północ gatunek modrzewia, główny składnik tajgi świetlistej. Wytrzymuje mrozy do -70 °C.

## Zmienność
Modrzew dahurski jest rośliną zmienną i posiada następujące odmiany:
- typową (Larix gmelinii (Rupr.) Kuzeneva var. gmelinii (Rupr.) Kuzeneva),
- japońską (Larix gmelinii (Rupr.) Kuzeneva var. japonica (Maximowicz ex Regel) Pilg. 1926),
- ussuryjską (Larix gmelinii (Rupr.) Kuzeneva var. olgensis (Henry) Ostenf. & Syrach, 1930),
- Ruprechta (Larix gmelinii (Rupr.) Kuzeneva var. principis-rupprechtii (Mayr.) Pilg. 1926).
- koreańską (Larix gmelinii (Rupr.) Kuzeneva var. koreana Nakai et Tozawa & Nakai, 1929),
- rozesłaną (Larix gmelinii (Rupr.) Kuzeneva var. prostrata Regel, 1871).

## Zastosowanie
Roślina ozdobna, uprawiana w ogrodach i parkach. Ma takie same wymagania jak modrzew eurojapoński, znosi jednak półcień i jest najbardziej mrozoodporny. Na Syberii żywicę tego gatunku (i modrzewia syberyjskiego) pozyskuje się w celu żucia (сера байкальская, жевательная смолка) i według producentów ma ona własności oczyszczające i dezynfekujące jamę ustną.

## Szkodniki
W zasadzie odporny, ale w cieplejszym klimacie może być atakowany przez ochojniki.